# Гресик Ірина Станіславівна
Ірина Станіславівна Гресик (нар. 9 липня 1956, Запоріжжя) — заслужений художник України.

## Освіта
1. Дніпропетровське державне художнє училище (1975);
2. Львівський державний інститут декоративно-прикладного мистецтва (1980).

## Діяльність
- Член Національної спілки художників України з 1988 р.
- Заслужений художник України з 2006 р.
- Організатор Всеукраїнських мистецьких пленерів «Хортиця крізь віки» — 2003,2004,2005,2006,2007,2008 р.р.
- Учасник Всеукраїнських мистецьких пленерів «Хортиця крізь віки» — 2004,2005,2006,2007,2008 р.р.
- Міжнародного польсько-українського пленеру «Дивосвіт» — 2007 р.
- Живописного пленеру «Пацьорка» в Татарові — 2008 р.
- Пленерів «Шаян» — 2008,2009 р.
- Живописних міжнародних пленерів «МАХИМ» у Славську- 2008,2009 р.
- Живописного пленеру «Платерув» Польща — 2008 р.
- Постійний учасник Всеукраїнських художніх виставок.
- Персональні виставки 1988,2006-м. Запоріжжя,2009-м. Київ.

Твори знаходяться в Запорізькому художньому музеї, музеях України, приватних колекціях України та інших країн, закуплені Дирекцією художніх виставок Міністерства культури України.
| українське мистецтво | Це незавершена стаття про українського художницю. Ви можете допомогти проєкту, виправивши або дописавши її. |